# Iluminación automotriz
El sistema de iluminación de un vehículo consiste en un grupo de dispositivos lumínicos instalados en sus partes frontal, lateral o trasera. Su propósito será proveer de iluminación a su conductor para poder hacer funcionar el automóvil con seguridad en condiciones de baja visibilidad, aumentando la claridad del vehículo y ofreciendo a los demás usuarios de la vía, información sobre su presencia, posición, tamaño y la dirección que lleva y sobre las intenciones del conductor en cuanto a la dirección que puede llegar a tomar y su velocidad.

## Color de la luz emitida

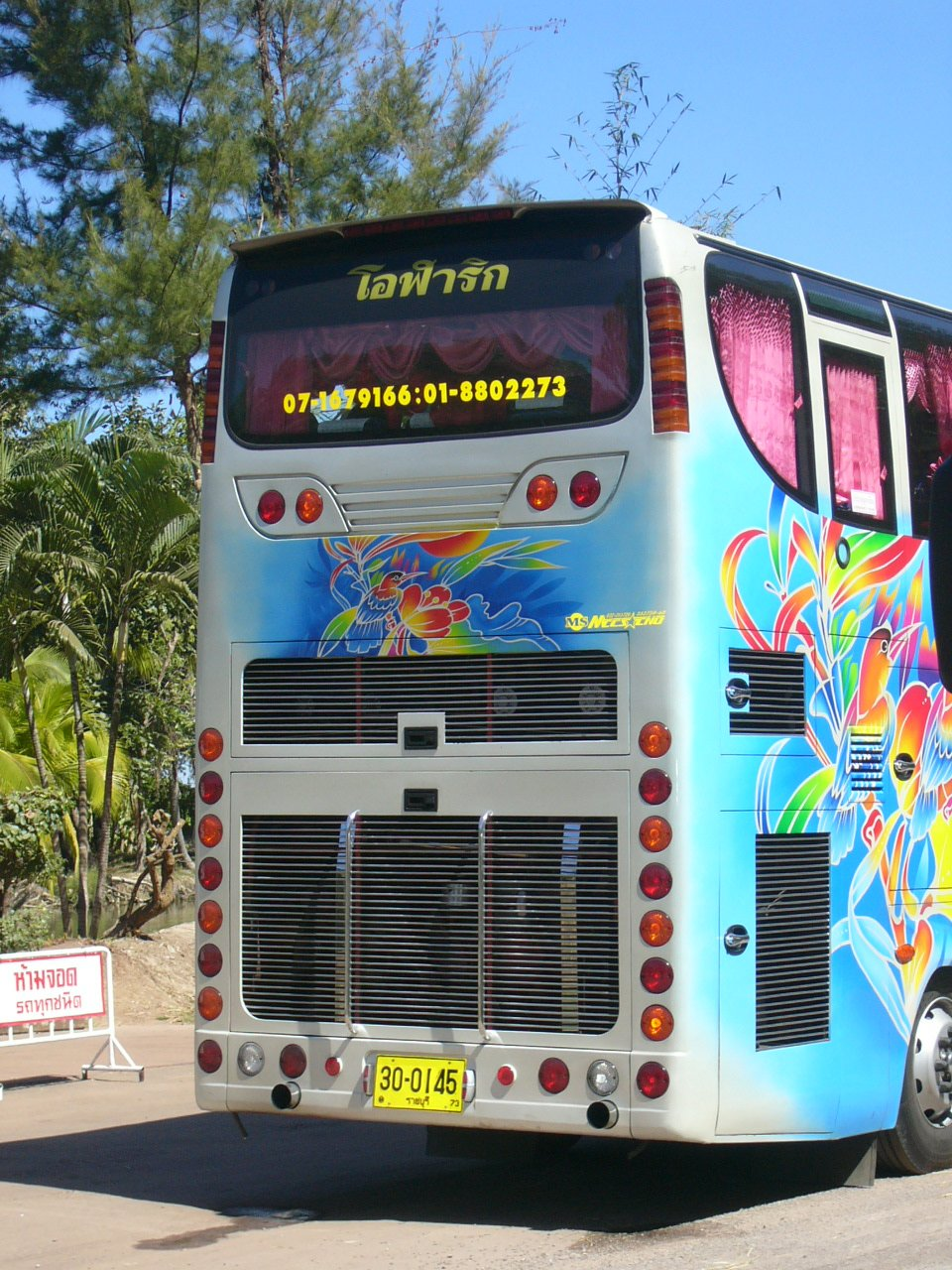
Iluminación trasera de extrema redundancia, para aumentar la seguridad, en un autobús turístico tailandés.

El color de la luz emitida por los vehículos está altamente estandarizada por una antiquísima convención, codificada por primera vez en la Convención de Viena sobre el Tráfico de 1949 y posteriormente especificada por la Convención del Tráfico de las Naciones Unidas de 1968. Excepto por algunas excepciones regionales y globales, la mayoría de los faros traseros han de emitir luz de color rojo, los laterales y direccionales luz de color ámbar (aunque en Norteamérica también puede ser de color rojo), y los faros delanteros luz blanca o amarillo selectivo, no permitiéndose ningún otro color excepto para vehículos de emergencia.

## Iluminación delantera
La iluminación en la parte delantera se ofrece mediante faros de corto y largo alcance, que pueden ser apoyados con el uso de faros antiniebla, faros supletorios y faros cuneteros.

### Faros

#### Corto alcance o de cruce
La iluminación de corto alcance, también llamada luz de cruce, confiere una distribución del haz luminoso lateral y frontal, pero sin que pueda deslumbrar a otros usuarios de la carretera. Este haz está especificado para su uso cuando existan otros vehículos en la carretera. Las normas ECE, de carácter internacional, sobre los faros delanteros especifican un haz con un corte afilado y asimétrico para prevenir que llegue una cantidad excesiva de luz a la vista de otros conductores que puedan ir precediendo o en dirección contraria al vehículo. El control del deslumbramiento es menos estricto para la SAE norteamericana, cuyos estándares sobre los haces luminosos se recogen en el FMVSS / CMVSS 108.

#### Largo alcance o luz de carretera
La iluminación de largo alcance, también llamada luz de carretera, confiere una distribución de la luz centrada e intensa sin ningún control de deslumbramiento. Por ello, tan sólo son aptas para su uso cuando se circule solo por la carretera, pues es posible deslumbrar a otros conductores. Las normas CE permiten un haz de luz de largo alcance de mayor intensidad que las que se permiten bajo la normativa norteamericana.

### Luces auxiliares

#### Faros supletorios

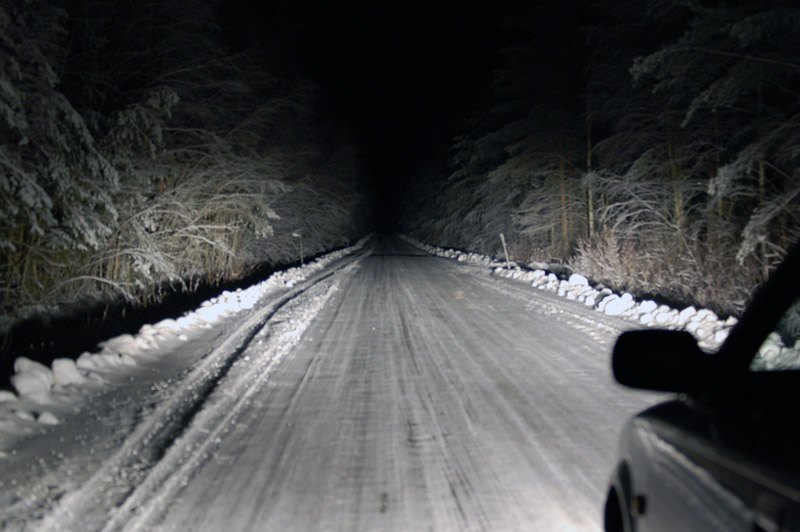
Luces de largo alcance auxiliadas por unos faros supletorios.

Los "faros supletorios" son una ayuda para los conductores que circulan por carreteras con grandes tramos sin iluminación artificial propia, siendo así comunes en países nórdicos, donde la luz natural es escasa durante el invierno. La terminología inglesa, "driving lamp", procede de la época en la que eran poco frecuentes los encuentros entre vehículos en la carretera, haciendo uso entonces de la luz de corto alcance. Esta terminología se ha mantenido hasta nuestros días en la normativa ECE, que no distingue entre la iluminación de largo alcance obligatoria y los faros supletorios opcionales. Sin embargo, en Estados Unidos, se ha sustituido el término por el de auxiliary high-beam lamp. También se hace uso de ellos en los vehículos de rally. Muchos países regulan la instalación y el uso de los faros supletorios. Por ejemplo, en el caso de Rusia, los vehículos no deben llevar más de tres pares de luces, incluyendo las de serie; y en Paraguay, los faros supletorios han de ir apagados y cubiertos con un material opaco cuando se circule por áreas urbanas.
En competición, los vehículos usan estos faros para ensanchar el campo de iluminación por delante de él. En particular para los vehículos todo terreno, estas luces, a veces, se montan en una barra colocada sobre el techo, protegiéndose así de golpes contra posibles obstáculos y levantando el haz consiguiendo que se alargue su alcance.

#### Faros antiniebla

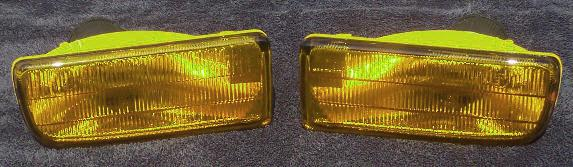
Un par de faros antiniebla de color amarillo selectivo.

Los faros antiniebla delanteros confieren un haz de luz ancho y plano con un corte recto en su parte más elevada, y normalmente se montan y enfocan lo más bajo posible. Pueden ser de color blanco o amarillo selectivo. Se diseñaron para usarlos a bajas velocidades con el objetivo de incrementar la iluminación dirigida hacia la superficie, ayudando así en condiciones de baja visibilidad provocadas por la lluvia, la niebla, la bruma o la nevada. Así, a veces es más efectivo usarlas en lugar de la luz de corto alcance, reduciendo el reflejo producido por la niebla o la nevada, aunque la posibilidad de hacer esto legalmente varía en cada jurisdicción.
El uso de los faros antiniebla cuando la visibilidad no es especialmente reducida muchas veces está prohibido, por ejemplo, en casi toda Europa, ya que pueden aumentar el deslumbramiento a otros conductores, especialmente cuando el pavimento está mojado y pueda reflejar la luz; y también por empeorar la visión del propio conductor debido a la excesiva iluminación hacia el suelo.
El propósito de la luz antiniebla y el de la luz de largo alcance se confunde a menudo, debido en parte al concepto equivocado de que las luces antiniebla son necesariamente de color amarillo selectivo, mientras que todas las luces auxiliares de color blanco son de largo alcance. Los fabricantes y los suministradores de accesorios muchas veces intercambian ambos términos o los mezclan, aumentando la confusión. En muchos países, las condiciones climatológicas rara vez precisan del uso de estos faros, y no existe una necesidad legal de usarlas ni tenerlas.

#### Faros de espejo
Los coches de policía, ambulancias, vehículos de emergencias y de rally a veces están equipados con una luz auxiliar, que se montan sobre un soporte móvil dirigible desde el interior del vehículo. Hasta los años 1940 estos faros se podían encontrar en vehículos de gama alta. Hasta los años 1960, se ofrecían por los fabricantes como accesorios específicamente diseñados para cada modelo. Más recientemente, los personalizadores los han instalado en sus vehículos. Estos faros se usan para iluminar señales, los números de las casas y a la gente. También se puede ver una versión de estos faros hechos para montarlos sobre el techo del vehículo. En países como Rusia, sólo se permiten en vehículos de emergencias y para conducción fuera del asfalto.

## Faros de visibilidad, señalización e identificación

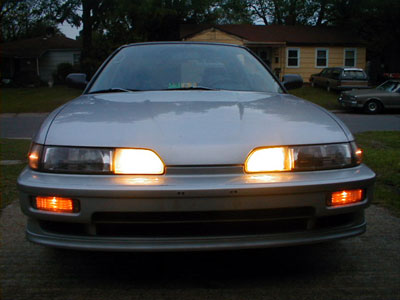
Un Honda Acura Integra de en su versión norteamericana, con luces de posición frontales (tanto en blanco —faro— como en ámbar —parachoques—) y luces de posición laterales encendidas.

Los elementos de visibilidad son los faros y reflectores que hacen de un vehículo claramente visible con respecto a su presencia, posición, dirección y su cambio, y deceleración. Estas lámparas pueden permanecer encendidas, parpadear o destellar, según su intención y la normativa que las rige.

### Frontal

#### Luz de posición delantera
La visibilidad nocturna de un vehículo parado hacia el frente la proporciona la luz de posición delantera, también conocida como luz de estacionamiento, Estas luces localizadas en la delantera de un vehículo pueden emitir luz blanca o ámbar en Norteamérica; pero exclusivamente blanca en el resto del planeta. El término coloquial de luz de ciudad para este tipo de faros procede de la práctica, antaño común en ciudades europeas como Moscú, Londres o París, de conducir con estas luces de baja intensidad en lugar de hacer uso de los faros de corto alcance. Hoy es ilegal en multitud de países conducir exclusivamente con la luz de posición delantera, ya que deben estar también encendidos, al menos, los faros de corto alcance. En el Reino Unido brevemente se requirió el uso de luces de circulación diurna especiales, descritas más adelante, en un intento de optimizar el nivel de la luz que se utilizaba de noche en zonas edificadas.

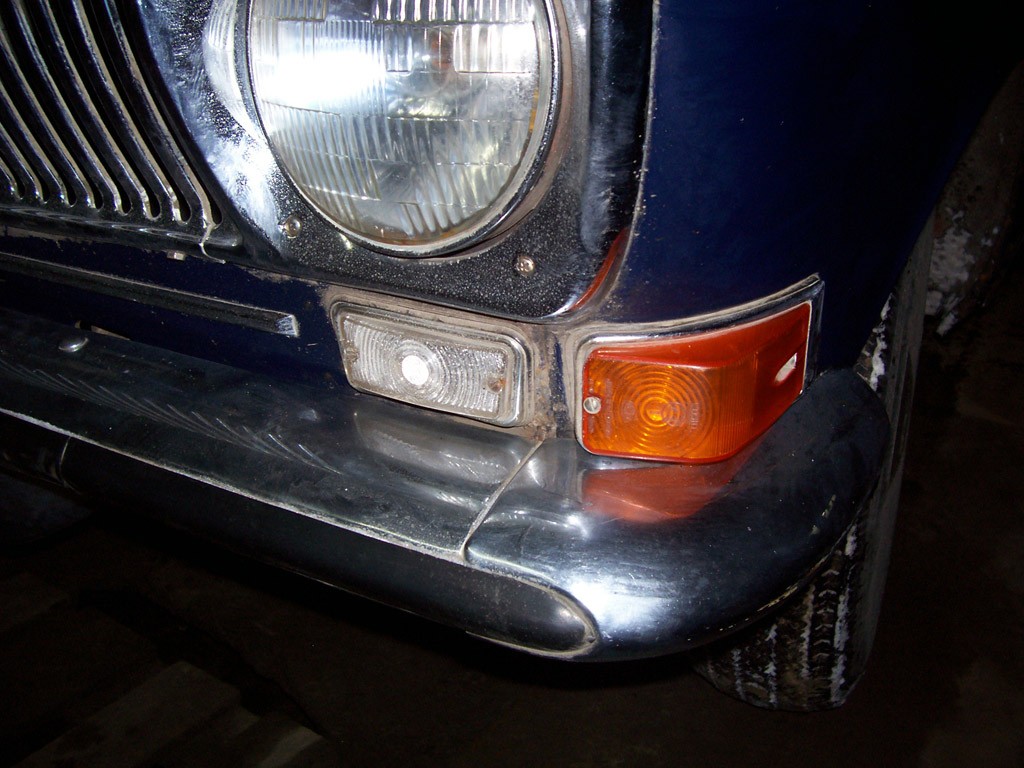
Luz de estacionamiento en un Volga GAZ 24. En Rusia, se les llama "podfarniki" ("bajo faros").

Desde finales de los años 1960, las luces de posición delanteras, según las normativas, han de estar encendidas junto a los faros, ya sean de corto o largo alcance, para mantener una referencia visual con otros conductores en carreteras de doble sentido en caso de que un faro se funda. Internacionalmente se ha estipulado que deben emitir una luz de entre 4 y 125 candelas.
En Alemania, la StVZO también propone un uso diferente como luz de estacionamiento: Con el contacto del vehículo apagado, el conductor puede activar una luz de baja intensidad blanca por delante y roja detrás en cualquiera de los dos lados del vehículo. Esta función se utiliza cuando se aparca en vías sin iluminación alguna especialmente estrechas para mejorar la visibilidad hacia otros conductores que se acerquen al vehículo estacionado. Esta función, opcional en los países en los que rigen tanto las normas ECE como las estadounidenses, la ofrecen pasivamente los retrorreflectores laterales obligatorios en Estados Unidos, sin consumo eléctrico alguno.

#### Luz de circulación diurna

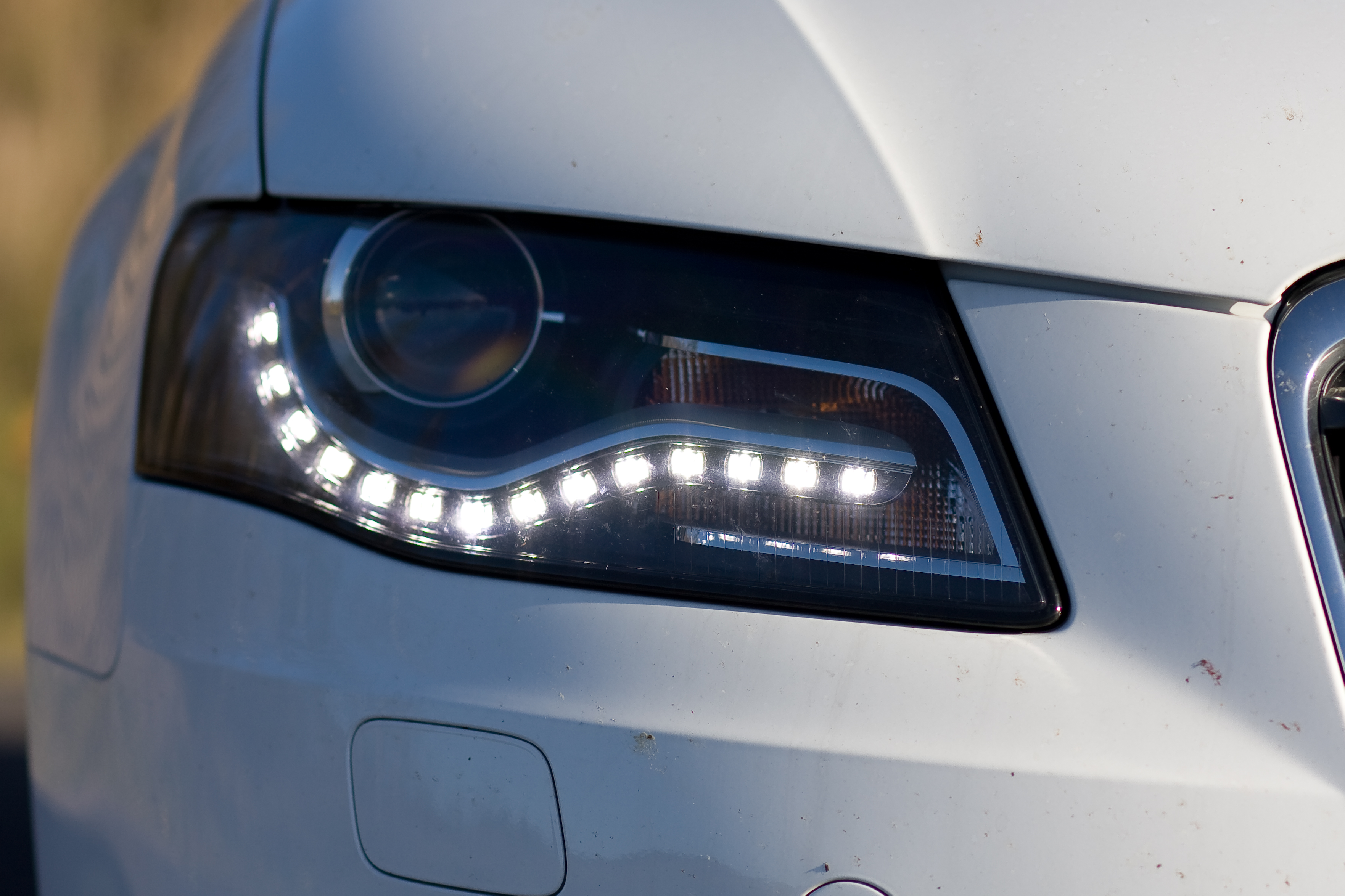
Luz de circulación diurna en los faros de un Audi A4.

Algunos países permiten, o incluso obligan, que los vehículos estén equipados con luces de circulación diurna. Estas pueden ser lámparas diseñadas a tal efecto; o, según cada normativa, pueden hacer la función los faros de corto o largo alcance, intermitentes o antinieblas delanteros. Según las normas ECE, una luz de circulación diurna diseñada para ello debe emitir luz blanca de al menos 400 candelas hacia delante y no más de 1200 candela en cualquier dirección. La mayoría de los países bajo la normativa ECE permiten que los faros de corto alcance actúen con esta función. Canadá, Suecia, Noruega, Eslovenia, Finlandia, Islandia, y Dinamarca requieren sistemas especialmente dedicados de especificaciones distintas según el país. Se permiten en muchos países donde no son obligatorias, pero están prohibidas en otros.
En Norteamérica, estos faros pueden producir un máximo de 7000 candelas, y pueden utilizarse los faros de largo alcance para tal función, siempre y cuando se haya reducido su voltaje. Esto ha provocado muchas quejas sobre el deslumbramiento que provocan.
Se permite, obliga o prohíbe, según los países, que estos faros alumbren junto a las luces de posición frontales, laterales o traseras. De la misma manera, según algunas legislaciones, si las luces de circulación diurna se encuentran muy próximas a los intermitentes, se permite que se desvanezcan o apaguen completamente individualmente cuando el intermitente adyacente esté funcionando. Un problema común con estos faros es que los conductores los suelen confundir con los faros automáticos, así que no encienden una iluminación más potente cuando llega el anochecer. Esto es especialmente peligroso, ya que estas luces son poco potentes y el conductor puede no ver claramente. De la misma manera, el que estén encendidas las luces de circulación diurna no implica que haya alguna luz encendida en la parte trasera, creando así una situación aún más peligrosa.

#### Luz difuminada
En el Reino Unido se precisó durante un corto lapso de tiempo que los vehículos que circularan a partir del 1 de abril de 1987 estuvieran equipados con un difuminador de luz o lámparas especiales, excepto aquellos vehículos que cumplieran plenamente con la norma ECE 48, que controla la instalación de equipamiento luminoso. Un potenciómetro reduce el voltaje que llega a los faros de corto alcance hasta el 10 o 20 % de su intensidad normal. Las lámparas hechas a tal efecto como alternativa al sistema debían emitir como mínimo 200 candelas en línea recta, y un máximo de 800 en cualquier dirección. En la práctica, se instalaron más difuminadores que bombillas especiales.
Estos sistemas no fueron pensados con la misma idea en mente que con las luces de circulación diurna. En su lugar, estas funcionaban siempre que el motor estuviera encendido y su conductor conectara las luces de posición. Así se conseguía un haz de luz intermedio entre el de la luz de posición, normalmente utilizada por ciudad y de noche, y el de la luz de cruce; ya que estas últimas producían demasiado destello como para ser seguras en zonas edificadas. Este sistema sólo se ha usado en el Reino Unido, aunque se han vendido vehículos con este sistema en otros países de la Commonwealth.
En 1988, la Comisión Europea juzgó al gobierno británico en la Corte de Justicia Europea, argumentando que la normativa británica con respecto a este tipo de iluminación es ilegal bajo las directivas comunitarias que prohíben la aprobación de normas de circulación no recogidas en las directivas paneuropeas. Por ello, este sistema fue desechado. De todas formas, este sistema siguió siendo permitido, y aunque hoy no están tan presentes como en sus inicios, esta función estaba instalada en muchos coches nuevos vendidos hasta bien entrados los años 1990.

### Lateral

#### Luces de posición laterales

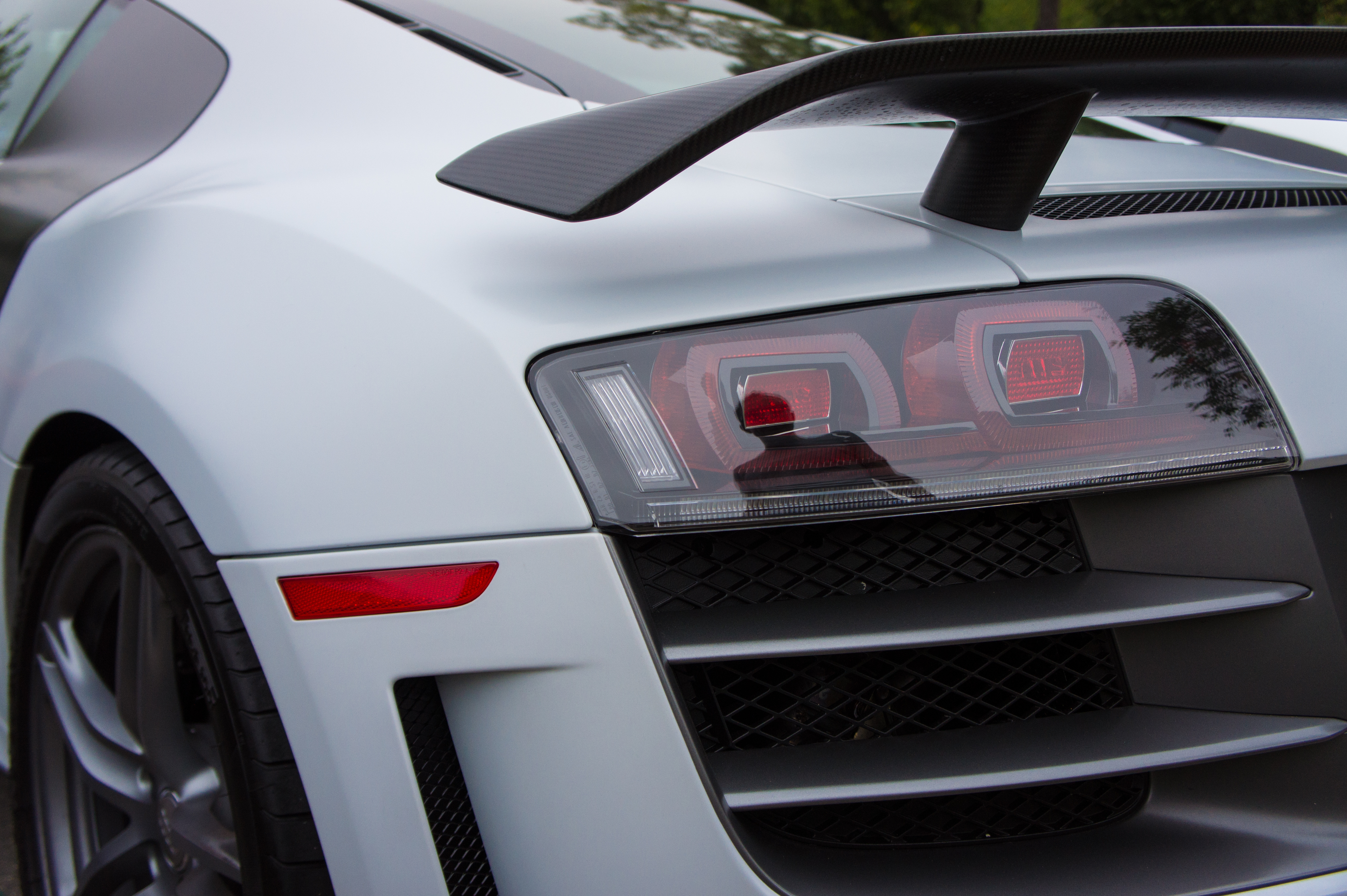
Luz de posición lateral en un Audi R8 GT.

En Norteamérica, son necesarias las luces de posición laterales anteriores de color ámbar y posteriores de color rojo, y junto a ellas unos retrorreflectores. Inicialmente, la legislación tan sólo establecía la necesidad de uno de los dos dispositivos posibles en los vehículos fabricados con posterioridad al 1 de enero de 1968; pero exactamente dos años más tarde se obligó a los fabricantes a instalar ambos sistemas a la vez. Estos aparatos de iluminación lateral hacen de la presencia, posición y dirección claramente visibles desde cualquier ángulo oblicuo. Estos faros están conectados de tal manera que puedan encenderse a la vez que las luces de posición o cualquier otro faro diseñado para iluminar en movimiento. Los delanteros, según las normas americanas, se permite que el fabricante escoja libremente si programarlas para parpadear en consonancia con los intermitentes. Estos faros se permiten fuera de Norteamérica, aunque no son necesarios. De todos modos, en el caso en que estén presentes, sus prestaciones han de ser mejores, y deben iluminar un ángulo horizontal mayor, no pueden parpadear nunca, y deben ser de color ámbar en el frontal y rojo en la trasera a no ser que el trasero se incorpore al faro principal, en cuyo caso también puede ser de color ámbar. Algunos vehículos japoneses, europeos y estadounidenses llevan estos faros en países donde no son necesarios.
El reciente acceso de Japón a las Normas ECE ha causado que los fabricantes de automóviles hayan cambiado el faro de posición trasero de rojo a ámbar en los modelos que los tienen en su mercado local.

#### Intermitentes

Vehículo con los intermitentes delantero y lateral encendidos.

Las señales de giro, comúnmente llamadas intermitentes o indicadores de dirección, son lámparas montadas en las proximidades de las esquinas de un vehículo, y a veces también en los laterales, usados para indicar a otros usuarios de la vía que el conductor pretende realizar un cambio lateral de posición, ya sea un giro o un cambio de carril. Las luces de señalización de giro eléctricas ya fueron diseñadas hacia 1907. Los intermitentes modernos empezaron a ofrecerse al consumidor hacia 1939. Hoy, estas señales de giro son obligatorias en todos los vehículos que circulan por carretera en la mayoría de los países del planeta. Existen sistemas alternativos hechos con gestos manuales, que se utilizaban previamente, y que todavía hoy es común su uso en las bicicletas. Estas señales manuales también son obligatorias en caso de que fallen los intermitentes.

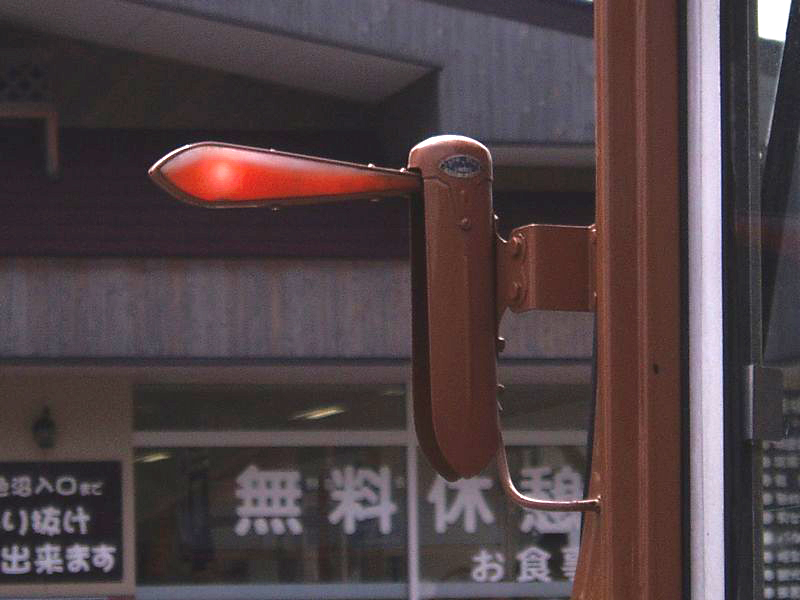
Trafficator.

Algunos coches fabricados entre los años 1920 y los años 1950 usaban una especie de semáforos retráctiles llamados "trafficators", en lugar de bombillas parpadeantes. Se montaban en una posición elevada tras las puertas delanteras, y se balanceaban hasta llegar a una posición horizontal. De todas formas, eran frágiles, se rompían con frecuencia, y tenían tendencia a quedarse atascados en su posición de reposo.
Con el resto de sistemas de iluminación y señalización de un vehículo, los intermitentes deben cumplir unos estándares técnicos que estipulan los niveles mínimos y máximos de intensidad, ángulos mínimos de visibilidad horizontal y vertical y superficie mínima iluminada, para asegurar que son totalmente visibles desde cualquier ángulo relevante, que no deslumbren a quien las vea, y son claramente visibles en condiciones variables desde completa oscuridad a la luz natural directa.

##### Intermitentes laterales
En la mayoría de países no norteamericanos, los vehículos han de estar equipados con indicadores de giro laterales, para hacer la maniobra claramente visible desde el lateral, en lugar de sólo hacia delante y atrás. Aunque están permitidos, no son necesarios en Norteamérica. Como alternativa ya descrita, allí pueden conectarse la luz de posición lateral delantera para que parpadee simultáneamente con los intermitentes. En los últimos tiempos, muchos fabricantes han elegido los retrovisores como alojamiento para colocar los intermitentes laterales, en lugar de montarlos sobre las aletas. Uno de los primeros vehículos en llevarlos fue el Mercedes-Benz Clase SLK en su versión R170. Existen pruebas que demuestran que este emplazamiento es más efectivo que el clásico.

##### Conexiones eléctricas e interruptor

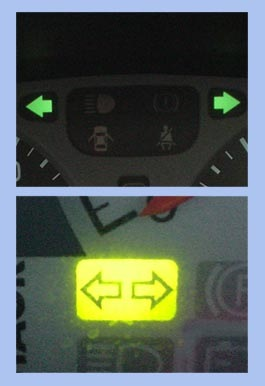
Dos tipos distintos de testigos de intermitentes en el salpicadero de un vehículo.

Es necesario que los intermitentes parpadeen a un ritmo estable y continuo de entre 60 y 120 pulsaciones por minuto (Aunque algunos lo hagan más despacio.). Todas las normas internacionales exigen que todas las luces de giro se enciendan y apaguen simultáneamente; Las normas norteamericanas también requieren este tipo de funcionamiento, pero permiten que los indicadores laterales parpadeen en una fase opuesta. Todas las normativas internacionales exigen un chivato audiovisual que se active junto a los indicadores; que suele tener la forma de un indicador de color verde combinado o separado para cada lado, y un sonido pulsante generado electrónica o electromecánicamente. También se requiere que se informe de la misma manera al conductor en el caso de que alguno de los intermitentes no tenga un funcionamiento correcto. Esta advertencia se suele comunicar por un ritmo de parpadeo mucho más rápido o lento de lo normal, visible por el indicador luminoso y audible por el pulso acelerado.
Las señales de giro se activan mediante una palanca horizontal que procede de la columna de dirección en la mayoría de los casos, aunque en algunos vehículos, esta palanca está montada sobre el salpicadero. La parte más exterior de la palanca se gira en sentido horario para indicar un giro a la derecha y antihorario para un giro a la izquierda. Esta es una operación intuitiva; ya que para cualquier maniobra, hay que girar la palanca en el mismo sentido que el volante. Virtualmente, en todos los vehículos con el volante a la izquierda, la palanca se encuentra a la izquierda de la columna. En cambio, en coches con el volante a la derecha, puede estar en cualquiera de los dos lados. Si los limpiaparabrisas del vehículo se activan con una palanca en el lado contrario, un conductor que no esté acostumbrado con el sistema puede activar accidentalmente el control equivocado.
Casi todos los vehículos tienen un sistema autocancelante del intermitente, que libera la palanca para que vuelva a su posición de reposo cuando el volante se acerca a su posición neutra después de un giro. Dependiendo de la configuración del sistema, un giro con un radio muy alto puede no requerir un giro suficientemente brusco de volante para que el intermitente se libere automáticamente. De todos modos, si el sistema se configura para evitar esto, puede provocar que la señal se apague por un leve movimiento de volante para corregir la trayectoria. A finales de los años 1960, se añadió un resorte que permitía hacer funcionar el intermitente mientras que el conductor lo tuviera pulsado, facilitando la señalización de un cambio de carril. Algunos vehículos modernos incorporan sistemas de detección y señalización de cambio de carril, por lo que girar levemente la palanca provoca que el intermitente parpadee entre una y 5 veces.
Muchos autobuses urbanos, como los de Nueva York tienen, al menos desde los años 1950, el interruptor de los intermitentes en el pie izquierdo, para permitir que el conductor mantenga ambas manos sobre el volante durante los giros y localizar a los viajeros sin preocuparse de buscar la palanca. Este método de señalización no requiere ningún sistema de autocancelación.

##### Color del intermitente

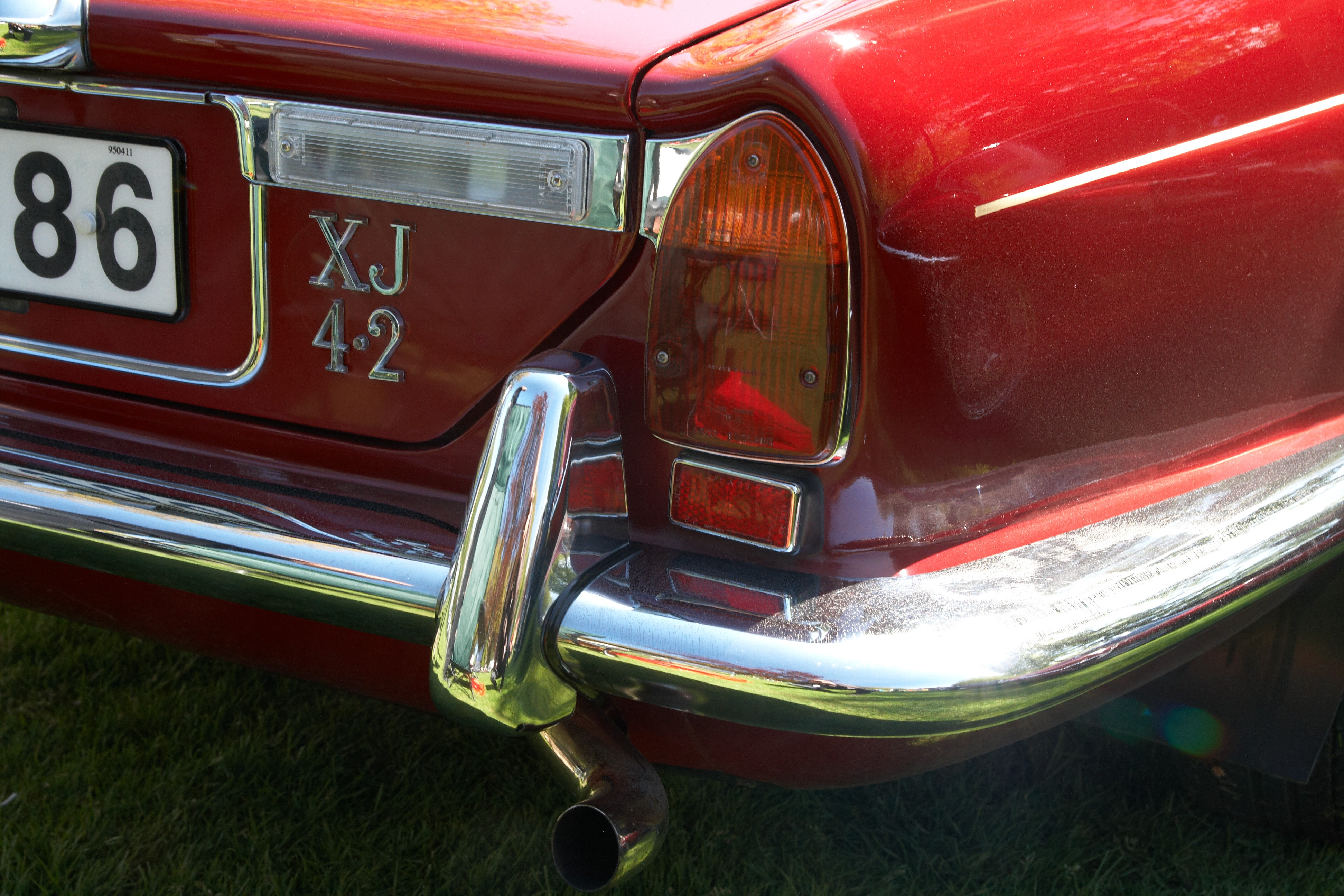
Faro trasero de un Jaguar XJ de 1976, mostrando una luz blanca de marcha atrás, roja de posición y freno, y ámbar para la intermitencia.

Hasta principios de los años 1960, la mayoría de las señales de giro delanteras en todo el mundo emitían luz blanca, mientras que las traseras eran de color rojo. Los intermitentes delanteros de color ámbar fueron voluntariamente adoptados por los fabricantes partir de 1963, aunque se permitió que siguieran con la luz blanca hasta que la norma FMVSS 108 entró en vigor a partir de 1968, cuando el ámbar devino en el único color permitido para los indicadores frontales. Actualmente, casi todos los países no norteamericanos exigen que todos los intermitentes emitan luz ámbar. Pero en Norteamérica, los traseros también pueden ser de color rojo. Internacionalmente se ha propuesto que los intermitentes traseros de color ámbar son más claros. Incluso estudios norteamericanos de finales de los años 1990 han demostrado una mejora en el tiempo de reacción y en la precisión de las maniobras de los conductores que siguen a un vehículo con intermitentes de color ámbar en lugar de rojo. Sin embargo, otros reguladores, favorables a los indicadores rojos, siempre han afirmado que no existe ningún beneficio demostrado por el uso del color ámbar. De todos modos, un estudio realizado en 2008 por la agencia NHTSA sugiere que los coches con señales de giro de color ámbar tienen un 28 % menos de probabilidades de verse implicados en colisiones de ciertos tipos, y otro estudio realizado por la misma agencia el año siguiente determinó que realmente existe un beneficio en cuanto a seguridad se refiere al no utilizar el color rojo.
Existen algunas pruebas que demuestran que los intermitentes integrados en lentes incoloras junto con bombillas de color ámbar pueden ser menos visibles bajo luz solar directa que una bombilla blanca combinada con una lente coloreada.
Algunos fabricantes de componentes del automóvil, como Philips, han comenzado a producir unas bombillas que emiten luz de color ámbar, pero que presentan un recubrimiento plateado. De esta manera, se elimina un antiestético efecto que es resultado del reflejo de una bombilla naranja sobre un faro plateado. Estas bombillas, por ahora, tan sólo están homologadas para su uso en Europa.

##### Durabilidad del color

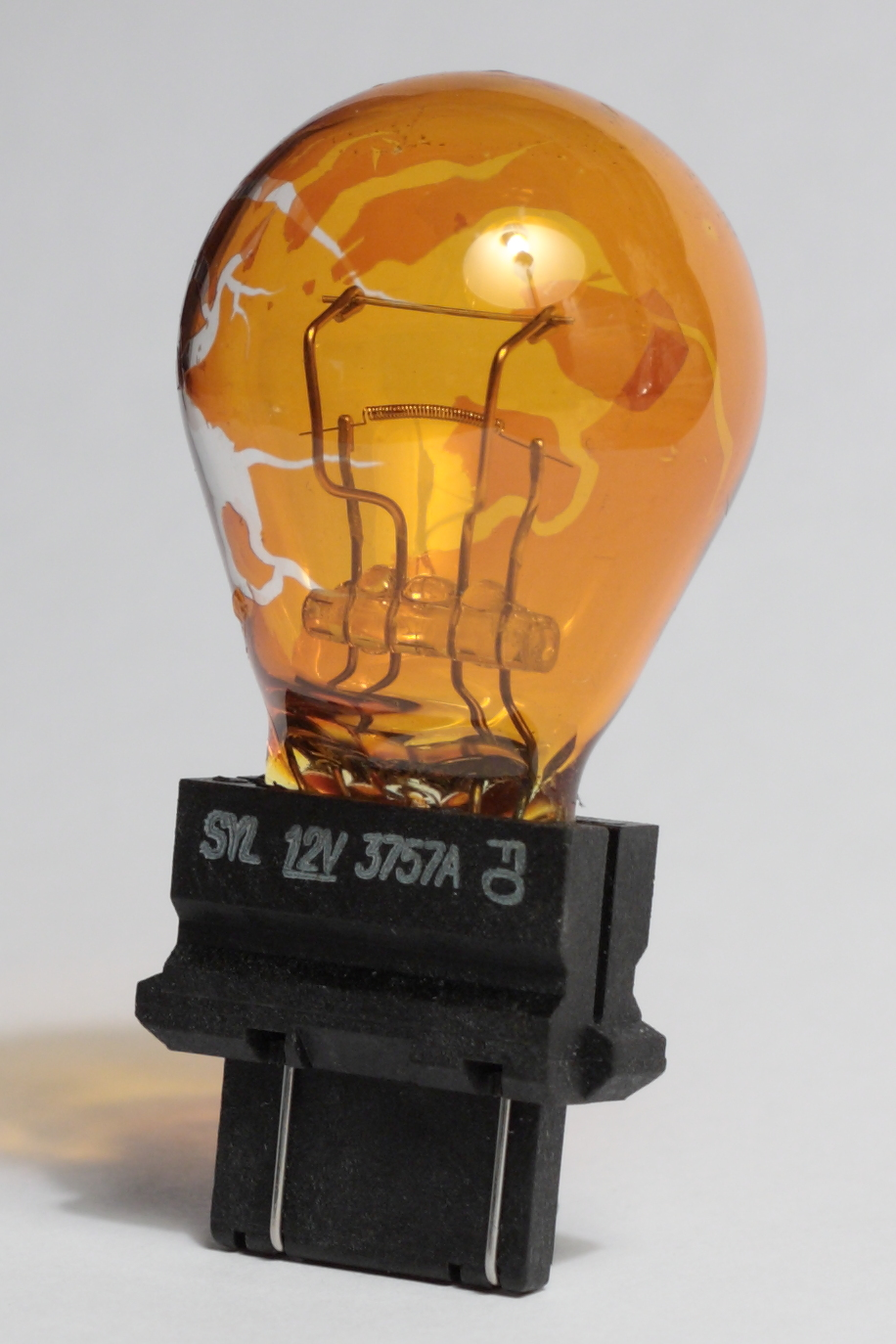
Una bombilla PY27/7W cuya capa coloreada ha empezado a cuartearse y caerse.

Las bombillas de color ámbar usadas tradicionalmente en faros con lente incolora no pueden seguir haciéndose con vidrio de cadmio, ya que este metal está prohibido por su toxicidad por varias normativas mundiales, incluida la RoHS europea. Sin embargo, el cristal de color ámbar hecho sin cadmio es bastante caro, por lo que ahora estas se hacen con un recubrimiento de color sobre el cristal transparente. Lamentablemente, estos recubrimientos no son tan duraderos como las bombillas en sí, ya que sufren por los rápidos ciclos de calentamiento y enfriamiento, pudiendo cuartear esta capa y desprenderse; también puede desvanecerse el color. Esto provoca que el intermitente emita una luz blanca en lugar de ámbar, como es necesario. Es por ello que se exige a los fabricantes de estas lámparas que se hagan pruebas de su fiabilidad a largo plazo con respecto a lo que a su color se refiere. De todos modos, no existe un estándar ni un protocolo para determinar su durabilidad. La UNECE está discutiendo la implementación de unos mínimos de calidad, para poder desarrollar un estándar de durabilidad de color. Algunas bombillas, en lugar de usar un cristal ámbar, contienen un recubrimiento plástico en su interior, combinado con un cristal incoloro.

##### Intermitentes secuenciales
Los intermitentes secuenciales con una característica presente en algunos modelos antiguos, en los que las distintas lámparas que componen el intermitente trasero no parpadean a la vez. En su lugar, las lámparas, colocadas horizontalmente, se encienden secuencialmente. Primero se enciende la más interior de ellas, permaneciendo encendida; tras ello, la siguiente bombilla sigue el mismo proceso hasta llegar a la última de ellas, momento en el que, tras iluminarse brevemente, todas las lámparas se apagan a la vez; tras ello, el ciclo comienza de nuevo. El efecto visual producido es el de un movimiento hacia el lado del giro pretendido. Esta implementación tan sólo se encuentra en vehículos americanos que usan conjuntamente la luz de freno y los intermitentes bajo un faro rojo.
Estaban instalados de fábrica en los modelos Ford Thunderbird fabricados entre 1965 y 1971, en los Shelby Mustang de entre 1968 y 1970, a los Imperial, construidos por Chrysler en 1969; y al Nissan Cedric JDM de 1971. Este sistema es costoso y complejo, comparado con los intermitentes estándar, así que ningún modelo de producción más los volvió a llevar.
Se emplearon dos sistemas diferentes. El primero de ellos, usado entre 1965 y 1968 a los modelos fabricados por Ford, era electromecánico, presentando un motor eléctrico, que movía a través de una serie de engranajes, un conjunto de tres levas que giran lentamente. Estas actuaban como interruptores, para encender de esta manera las luces secuencialmente mientras que el interruptor estuviera cerrado. Este sistema era complicado y propenso a los fallos, no funcionando en muchas de las unidades que han persistido hasta nuestros días. Por ello, en modelos posteriores, se utilizaba un control a base de transistores que no tenía piezas móviles.
La norma FMVSS 108 se ha interpretado oficialmente como que prohíbe estas luces secuenciales, y que obliga a que todos los intermitentes luzcan al mismo tiempo. De todos modos, el modelo 2010 del Ford Mustang está equipado con estas luces.

### Trasera

#### Luces de posición traseras

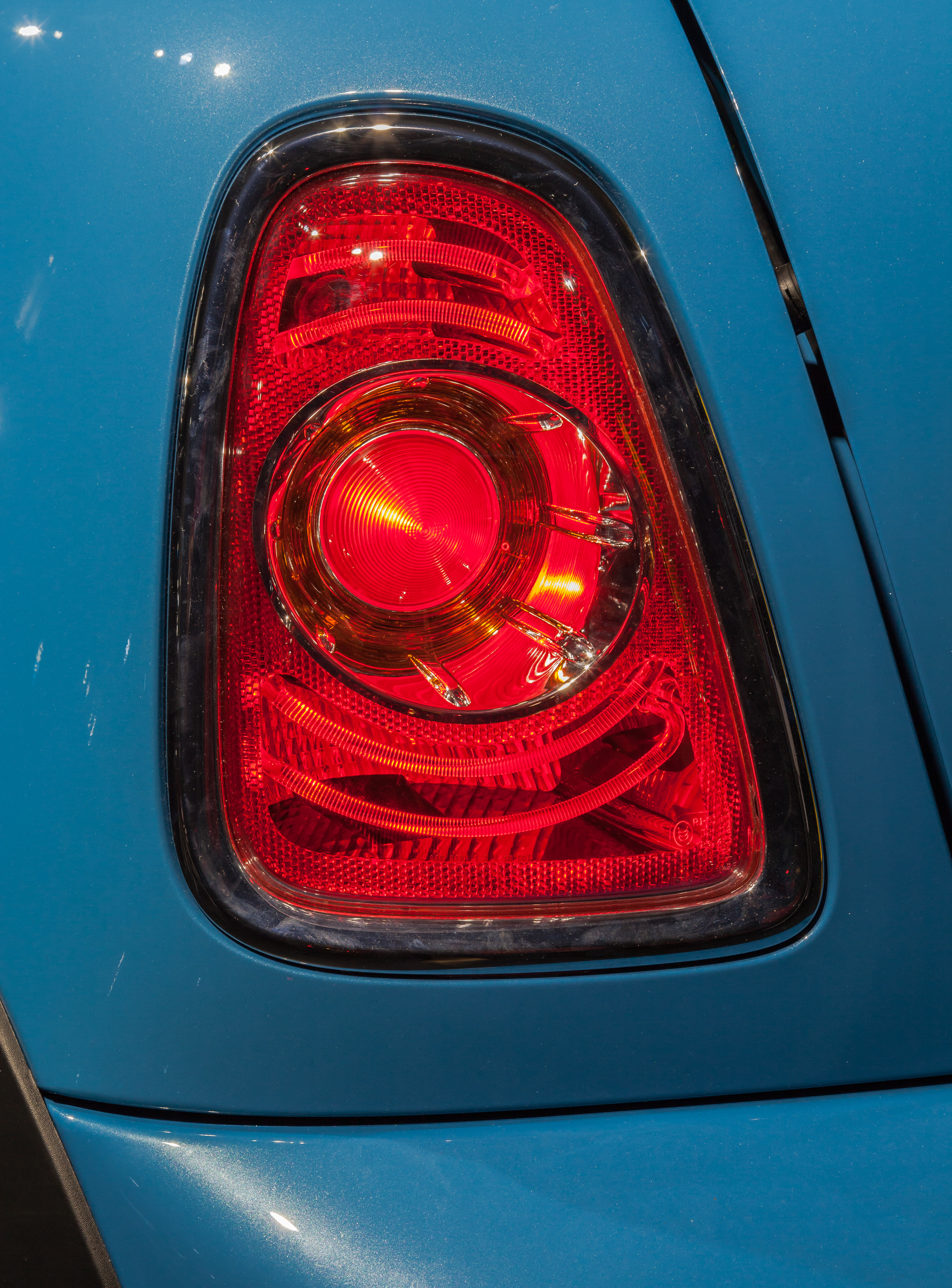
Detalle de la luz trasera de un Mini.

La visibilidad hacia atrás por la noche de un vehículo la confieren las luces de posición traseras. A estas sólo se les permite que emitan luz roja, y deben conectarse a la vez que las delanteras, estén o no conectados los faros de corto alcance. Estas luces pueden estar combinadas con las luces de freno, o separadas de ellas. Cuando se encuentren combinadas, las lámparas producen una luz más brillante de color rojo para la luz de freno, y una luz más suave para la función de luz de posición. Estas dos funciones se pueden realizar por separado o por bombillas de doble intensidad.
Internacionalmente, se han estipulado relaciones mínimas entre la potencia de cada función para que no se puedan malinterpretar entre sí.
Muchos diseños modernos usan iluminación trasera a base de led, siendo el primero el Cadillac Deville de 1999.

#### Pilotos antiniebla

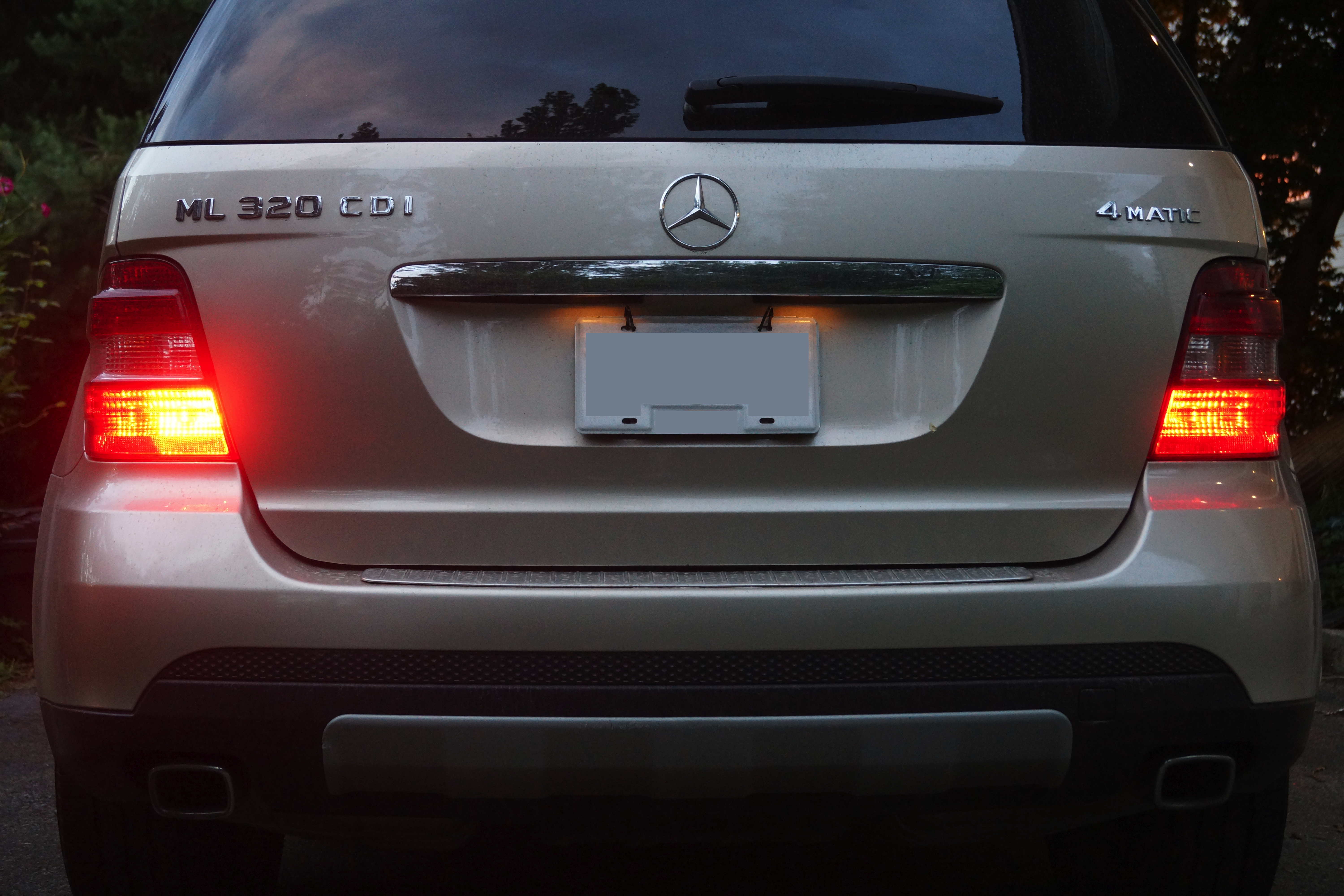
Piloto antiniebla en el lateral izquierdo del paragolpes de un Mercedes-Benz Clase M.

En Europa y otros países cuyas normas están reguladas por UNECE, los vehículos han de estar equipados con uno o dos pilotos antiniebla de especial potencia, que sirven como luces de posición traseras de alta intensidad, que el conductor conecta cuando las condiciones son de baja visibilidad, para mejorar la claridad del vehículo por su parte trasera. La horquilla de intensidad de un piloto antiniebla es de entre 150 y 300 candelas lo que supone que está en el rango de una luz de freno norteamericana. Por este motivo, algunos vehículos europeos exportados al mercado americano tienen los pilotos antiniebla conectados como luces de freno, ya que en aquel mercado, los pilotos antiniebla no son obligatorios, y las luces de freno europeas no tienen suficiente intensidad. Aunque, de todos modos, están permitidas allí, pero se encuentran casi en exclusiva en vehículos de fabricación europea. La última generación del Oldsmobile Aurora también llevaba un doble piloto antiniebla como equipamiento de serie.
La mayoría de las jurisdicciones permiten que sean uno o dos pilotos antiniebla. Pero en el caso de que sea exclusivamente uno, debe estar colocado en el centro o en el lado del conductor, sea cual sea este. Esto maximiza la línea de visión de los conductores que sigan al piloto antiniebla. Si se instalan dos, deben estar simétricamente colocados con respecto al centro del vehículo. Ambos formatos tienen seguidores y detractores. Los que apoyan la existencia de uno solo, alegan que un par de pilotos antiniebla encendidos produce un efecto parecido al de unas luces de freno encendidas, que van obligatoriamente a pares, reduciendo de esta manera la claridad del mensaje que transmiten estos faros. Así, para proporcionar una cierta seguridad para que no se confundan ambos tipos de iluminación, la normativa ECE 48 obliga a que ambos faros estén a un mínimo de 10 cm de distancia.

#### Luz de freno
Cuando el conductor de un vehículo aplica sus frenos, en su parte trasera se conectan unos pilotos que emiten una luz roja continua, más brillantes que las luces de posición. Se llaman luces de freno, y es obligatorio su montaje en múltiplos de dos, simétricamente, en los laterales traseros del vehículo. Fuera de Norteamérica, el rango de intensidad de luz que contenta una sola fuente, como una bombilla, está entre 60 y 185 candelas. Pero dentro, el rango aceptable se sitúa entre las 80 y 300 candelas.
Son indispensables para la seguridad del conductor y los pasajeros, deberían incluirse en todos los vehículos como equipamiento de serie.

#### Tercera luz de freno

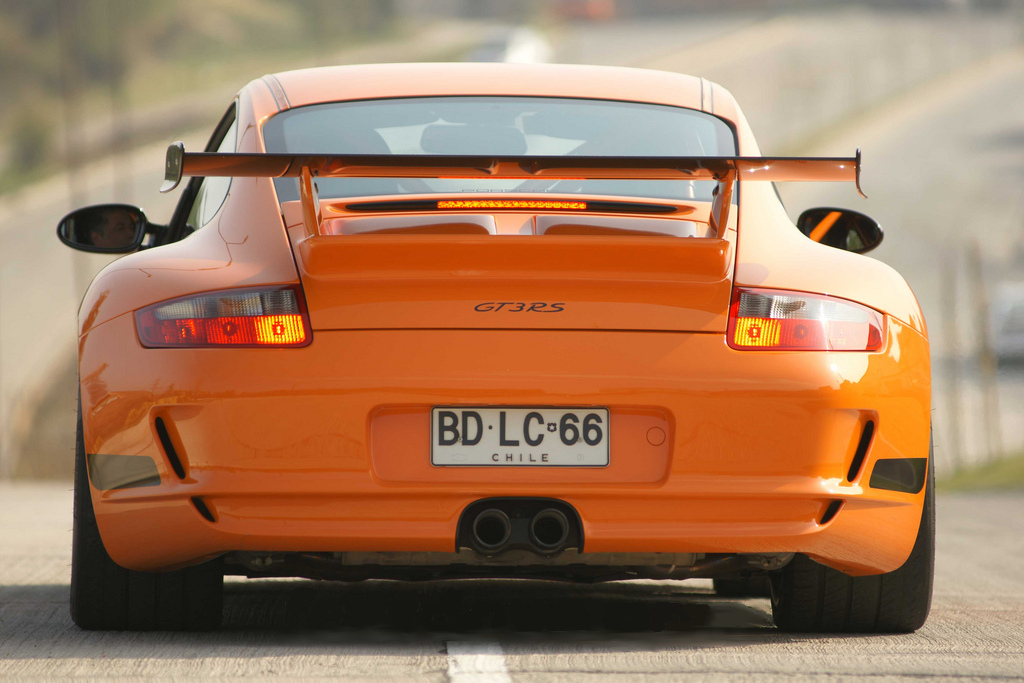
Tercera luz de freno claramente visible en el capó de un Porsche GT3 RS.

En Norteamérica desde 1986, en Australia y Nueva Zelanda desde 1990,en Chile desde 1994 y en Europa desde 1998, se exige una luz central de freno, montada más alto que el resto de luces de freno llamada tercera luz de freno. La tercera luz de freno también es conocida como luz de freno sobreelevada. Este piloto puede producir luz ya sea mediante una bombilla principal o a través de una fila o grupo de pequeñas bombillas o led, o mediante un tubo de neón.
La tercera luz de freno está pensada para proporcionar información a los conductores que circula con mayor anterioridad que justo el siguiente, ya que este bloquea la visión a los demás de las luces de freno principales. También ayuda a distinguir los mensajes de las luces de freno y los intermitentes, ya que su aspecto allí es idéntico, al igual que puede dar una señal redundante de freno en caso de que las principales fallen. Es necesario que se mantenga encendida, no puede parpadear excepto en algunos casos de frenado extremo. El parpadeo se produce en algunos vehículos, junto al de las luces de freno comunes, cuando se activa el ABS.
En los vehículos de pasajeros, esta luz puede estar situada en el interior, pudiéndose ver a través del cristal trasero, pero también puede integrarse en el portón trasero o incluso, en un deflector. También pueden encontrarse en emplazamientos especiales, pues en algunos vehículos todoterreno se encuentra sujeta al soporte de la rueda de repuesto. Se precisa expresamente que esté colocada en el centro horizontal del vehículo, pero en Europa puede desplazarse un máximo de 15 cm en caso de que el diseño de la trasera implique la imposibilidad de sujetarla a un panel fijo. Por ejemplo, el furgón Fiat Scudo, usa una tercera luz de freno desviada por este motivo. También se ha regulado la altura, en términos absolutos y respecto al resto de luces de freno presentes. Dependiendo de la altura de las luces de freno tradicionales, el borde más inferior de la tercera luz de freno ha de estar más elevado que el borde superior de las convencionales.

##### Historia
El Ford Thunderbird de 1968 podía ser adquirido con una luz de freno e intermitentes adicionales montados en alto. Estos se montaban en tiras en ambos lados de su pequeña luna trasera. El Oldsmobile Toronado de 1971, y el Buick Riviera de 1974 tenían luces de freno e intermitentes suplementarios en alto de serie, que se encontraban justo por debajo de la ventana trasera, visualmente alineados con la iluminación convencional. Estas innovaciones no se adoptaron en aquel momento. En Alemania se experimentó con luces de freno suplementarias elevadas a principio de los años 1980, pero este esfuerzo tampoco recibió una buena acogida por parte de los usuarios y de la normativa.
Los primeros estudios, que implicaban taxis y otras flotas de vehículos, demostraban que aquellos equipados con una tercera luz de freno veían reducidas las colisiones por alcance en un 50 %. La novedad del sistema posiblemente tuviera algo que ver, ya que hoy se estima que reduce las colisiones de esta clase tan sólo un 5 %.
En 1986, la National Highway Traffic Safety Administration y la Transport Canada obligaron a que todos los coches que se fabricaran en adelante tuvieran una tercera luz de freno. También se obligó su montaje en todos los furgones ligeros a partir de 1994. Dado que instalar una tercera luz de freno es bastante barato, aunque sólo reduzca en un pequeño porcentaje las colisiones, resultan rentables a la hora de evitar accidentes.

#### Luz de marcha atrás

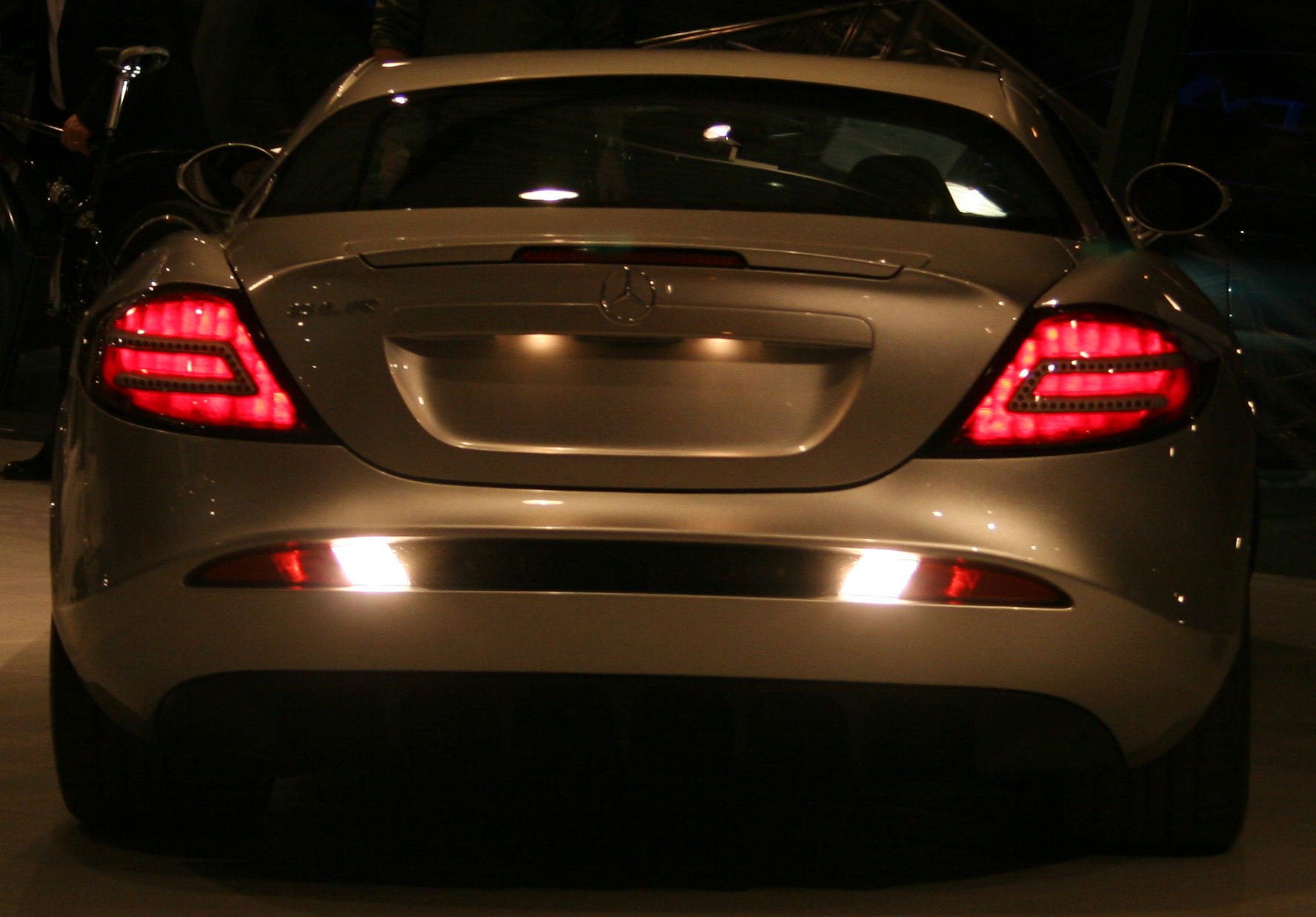
Luz de marcha atrás iluminada en un Mercedes-Benz SLR McLaren.

Para proveer iluminación hacia detrás cuando se engrana la marcha atrás, y para advertir a quienes se encuentren cerca del vehículo de que este va a circular al revés de su sentido normal, los vehículos han de estar equipados con un piloto que emita luz blanca. Sin embargo, en algunos países, y en ciertos momentos, se ha permitido que emita luz de color ámbar, como en Australia y Nueva Zelanda, donde los fabricantes tuvieron que buscar vehículos americanos que presentaran la combinación de luz de freno roja con luz de marcha atrás blanca. Esos países permitían que los intermitentes traseros funcionaran como luz de marcha atrás siempre y cuando se mantuvieran encendidos, así que los importadores pudieron combinar la señal de giro de color ámbar obligatoria con la luz de marcha atrás opcionalmente ámbar. Así se cumplían las normas sin necesidad de añadir nuevos elementos luminosos. Este sistema ya no está permitido, pues allí también se obliga a que sean de color blanco. En el estado de Washington se permite actualmente que las luces de marcha atrás sean de color ámbar.

#### Luz de matrícula
La matrícula trasera de un vehículo debe ir iluminada con una bombilla que produzca luz blanca, diseñada para alumbrar la superficie de la matrícula, pero sin que cree un haz de luz hacia la parte trasera del vehículo; que debe estar conectada siempre en conjunto con las luces de posición.

#### Luz trasera de adelantamiento
Hasta los años 1970, en Francia y España (y posiblemente también en otros países) una gran cantidad de vehículos comerciales venían equipados con una luz trasera de color verde en su lateral izquierdo. Esta luz podía ser encendida por el conductor para indicar al vehículo que le siguiera que era seguro realizar un adelantamiento.

### Sistemas de señalización de emergencia

#### Luces de emergencia
Internacionalmente, las directivas que regulan la fabricación de automóviles exigen que los vehículos estén equipados con un interruptor, que cuando se active, conecte todos los indicadores de giro simultáneamente y en fase. Esta función está pensada para ser usada para indicar un peligro, como un vehículo parado en el tráfico, un vehículo dañado, un vehículo excepcionalmente lento o la presencia de tráfico inmóvil en una vía de alta velocidad. Algunas personas también las utilizan en condiciones de extrema niebla, o simplemente si su vehículo se convierte en un peligro para el tráfico. Su funcionamiento debe ser provisto por un interruptor separado de la palanca que los activa independientemente; y, como en aquellos, debe existir un chivato visual y acústico de su funcionamiento. En los vehículos cuyo chivato se encuentre separado según el lado, se encenderán los dos simultáneamente; pero en los que tengan uno solo, también deberán incluir un indicador parpadeante de color rojo.

#### Información de frenado de emergencia
Mercedes-Benz, Volvo, y BMW han lanzado al mercado una serie de vehículos equipados con una función especial en sus luces de freno, que presentan un aspecto tradicional cuando el conductor frena normalmente; pero en caso de una frenada excepcionalmente violenta, como en una emergencia, estos faros adquieren una apariencia única. El concepto elegido por Mercedes es el de hacer parpadear los faros de freno rápidamente cuando existe una fuerte deceleración; el estilo de Volvo es el de hacer de sus luces de freno aún más brillantes; y BMW usa un sistema llamado "Adaptive Brake Lights", una configuración de las luces de freno que en un principio se encienden normalmente, pero cuando durante el frenazo se activa el sistema ABS, también se activan las luces de posición traseras con una potencia inusualmente elevada.
El Grupo Volkswagen (formado por VW, Audi, Seat y Škoda) también tienen un sistema en sus últimos modelos que activa las luces de emergencia en el momento en el que se activa la asistencia a la frenada o el ABS; no pudiéndose desconectar sino manualmente.
Un estudio experimental realizado en la Universidad de Toronto ha probado unas luces de freno cuya superficie iluminada e intensidad aumentan tanto como la presión ejercida sobre el pedal del freno.
La idea que se esconde tras estos sistemas de indicación de frenado brusco es la de llamar la atención de los conductores siguientes con especial urgencia. De todas formas, todavía existe mucho debate sobre si en realidad este sistema ofrece un aumento cuantificable en lo que a seguridad se refiere. Hasta la fecha, los estudios realizados en vehículos de calle no han mostrado ninguna mejora con importancia. Los sistemas usados por los fabricantes Bugatti, Maserati y Mercedes 300 difieren no sólo en su modo de funcionamiento (crecimiento contra intensificación contra parpadeo, respectivamente), pero también en cuanto a los parámetros que activan sus funcionamientos. Se están recogiendo gran cantidad de datos para ser analizados en un esfuerzo de determinar cómo se puede implementar un sistema de este tipo para maximizar el beneficio en cuanto a seguridad, si es que un sistema de este tipo produce alguna clase de beneficios. Un factor potencialmente problemático en la implementación de un sistema de parpadeo en los Estados Unidos es que allí las normas solamente permiten que las luces de freno parpadeen si no se usan en conjunto los intermitentes traseros y las luces de emergencia.

### Retrorreflectores
Los retrorreflectores (también llamados catadióptricos.) no producen luz por sí mismos, pero en su lugar, son capaces de reflejar la luz que incide sobre ellos devolviéndola a su origen, como el faro de otro vehículo. Aun así, también está regulado como un dispositivo luminoso, y se específica la separación que han de tener con respecto a los faros delanteros de un vehículo y los ojos de su conductor. Por ende, los vehículos siguen siendo visibles cuando su iluminación eléctrica está desactivada o deteriorada. Las normas internacionales exigen que cada vehículo cuente con dos retrorreflectores traseros de color rojo. Las especificaciones norteamericanas también los exigen en los laterales, rojos en la trasera y ámbar en el frontal. Suecia, Sudáfrica y otros países han obligado también a instalar unos catadióptricos delanteros de color blanco en varios momentos de su historia.

### Sistemas experimentales

#### Señales auxiliares multicolor
Algunas jurisdicciones, tales como los estados de Oregón e Idaho, permiten que los vehículos estén equipados con sistemas de iluminación traseros auxiliares que muestren luz verde cuando el conductor de un vehículo pisa el acelerador, luz amarilla cuando el vehículo se mueve por inercia y la luz roja estándar cuando se pisa el freno. Este tipo de sistemas se han estado vendiendo en el pasado como accesorios de posventa, pero hoy en día apenas se ven instalados por la carretera.

### Investigación y desarrollo
La agencia estadounidense National Highway Traffic Safety Administration, entre otros cuerpos, ha realizado estudios sobre estos y otros muchos sistemas automovilísticos de señalización y configuraciones, en un esfuerzo por determinar las tendencias más prometedoras y las mejores prácticas para evitar los accidentes a través del uso de sistemas de iluminación y visibilidad mejorados.

## Iluminación de cortesía
La mayoría de automóviles tienen al menos una luz de cortesía, localizada en o cerca del techo del compartimento de pasajeros de un vehículo, para proveer iluminación que ayude a abrocharse el cinturón de seguridad y a entrar o salir del coche. Estas, a veces tienen un interruptor que permite encender la luz cuando se abren las puertas. Muchos vehículos hacen uso de este sistema, permitiendo además que la luz se mantenga encendida durante un tiempo tras cerrar las puertas. Este ciclo de iluminación se termina cuando el conductor arranca el motor, o en su defecto, se apaga gradualmente si transcurre mucho tiempo, unos dos minutos, teniendo el sobrenombre de luz de teatro. La iluminación interior también se ha aplicado en algunos vehículos a la parte más inferior de su salpicadero, para iluminar el suelo de los asientos delanteros; o bajo los asientos delanteros para iluminar la superficie de la zona trasera del habitáculo. Este tipo de iluminación de cortesía también se ha utilizado para iluminar las manillas de las puertas tanto interiores como exteriores, escalones de acceso al interior o los interruptores de los elevalunas eléctricos.
Las fuentes de iluminación de tipo led están empezando a expandirse, ya que la iluminación en el interior del automóvil se extiende cada vez a más localizaciones precisas, conforme se aplican más soluciones tecnológicas. Se hace uso de ellos, específicamente enfocados, en la consola central y en las bodegas de almacenamiento, tales como la guantera.
Es posible que también se instalen luces de lectura de mapas, dirigidas hacia posiciones específicas de un pasajero, que permiten la lectura sin que exista una posible distracción por deslumbramiento del conductor. Algunos vehículos también tienen luz de proximidad, integrada en los espejos exteriores o en los bajos de las puertas, que se activan junto a la iluminación interior, que a su vez se activan mediante el mando a distancia del vehículo. Otros vehículos pueden tener iluminación también bajo el capó, el compartimento del motor y en otros compartimentos.
La mayoría de la instrumentación y de los controles del salpicadero de los vehículos modernos se encuentran iluminados de alguna manera cuando se conectan las luces de posición, y la intensidad de dicha iluminación puede regularse según las preferencias del conductor. Los modelos de Saab presentan un sistema proveniente de la tecnología aeroespacial, que desactiva toda la iluminación interior por la noche con excepción del velocímetro (a no ser que se quiera llamar la atención sobre una situación crítica o hacia otro indicador) para mejorar la visión nocturna del conductor.

## En vehículos de servicio

### Luces de vehículo de emergencia

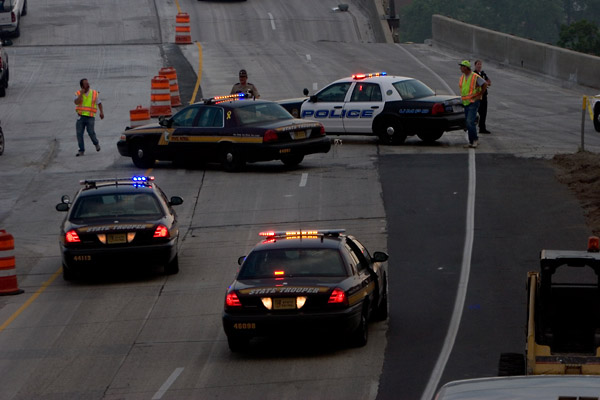
Coches patrulla estadounidenses con luces parpadeando.

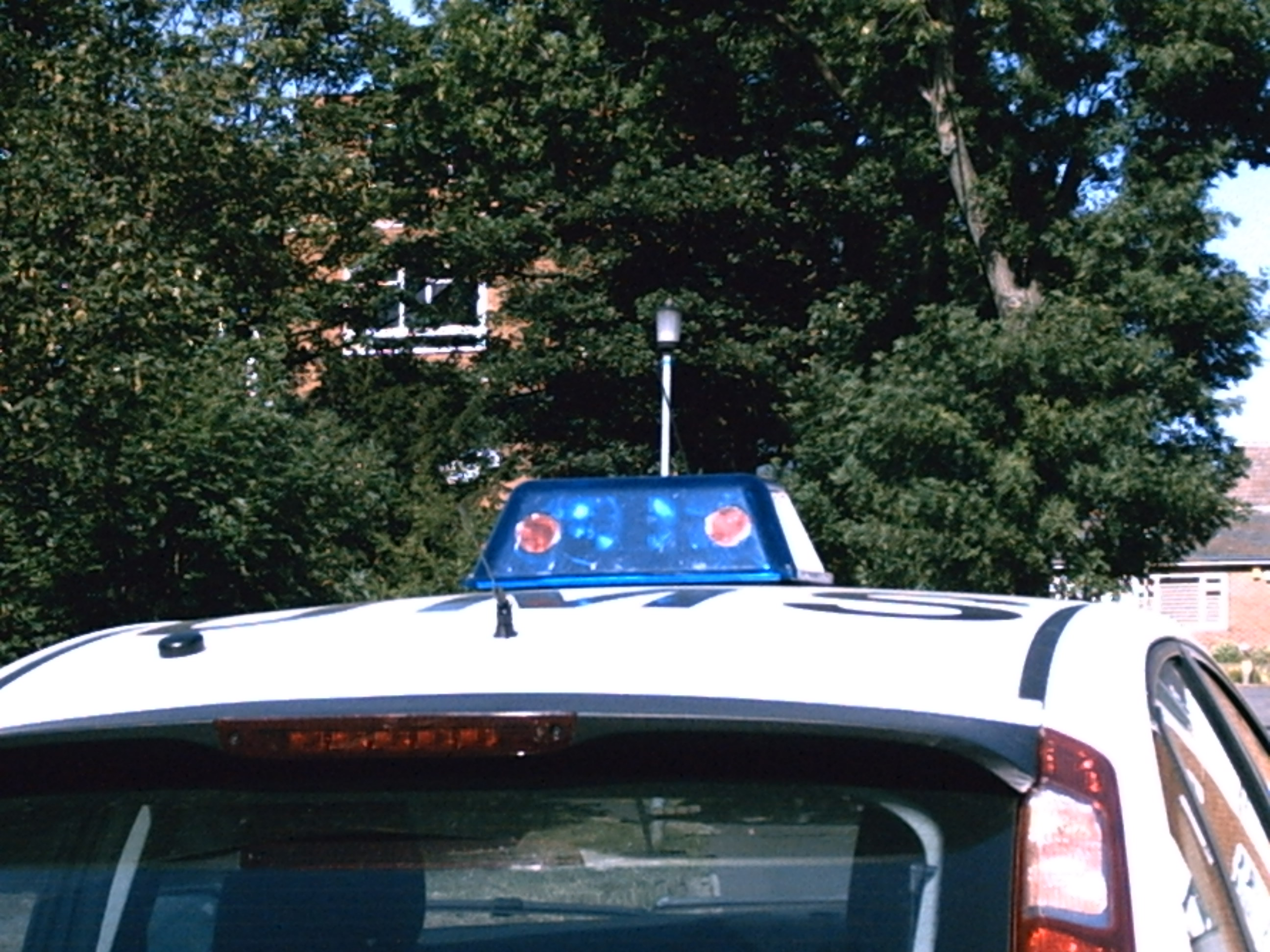
Barra de luz en un coche patrulla inglés.

Los vehículos de emergencia, tales como ambulancias, quitanieves, coches de bomberos, coches patrulla o grúas están normalmente equipados con unas intensas luces de advertencia de colores particulares. Estas pueden ser sirenas luminosas rotativas, flashes de xenón, o tiras de ledes. El color de la luz que cada uno ha de llevar lo prescriben las diferentes jurisdicciones; en la mayoría de países, la policía, los bomberos y los servicios médicos llevan luces de color rojo o azul. En Norteamérica y otras zonas, las luces de color ámbar están reservadas para vehículos de servicio no oficial, como seguridad privada o grúas, y los bomberos voluntarios llevan luces rojas, azules o verdes. En el Reino Unido, los servicios médicos usan lámparas verdes de emergencia. Normalmente, las de color ámbar, se usan también en vehículos especialmente lentos, ya sean quitanieves, grúas móviles, excavadoras, tractores o incluso motocicletas adaptadas para personas con discapacidad.

### Indicadores de taxi
Los taxis se pueden distinguir por unas luces especiales que están determinadas por la normativa de cada lugar.
Pueden llevar una señal iluminada con la palabra "Taxi", una luz que señales que se encuentra libre y preparado para recoger a otro pasajero, y una luz de emergencia de pánico que el conductor puede activar en caso de robo para alertar a los viandantes para que llamen a las autoridades.

#### Xenón

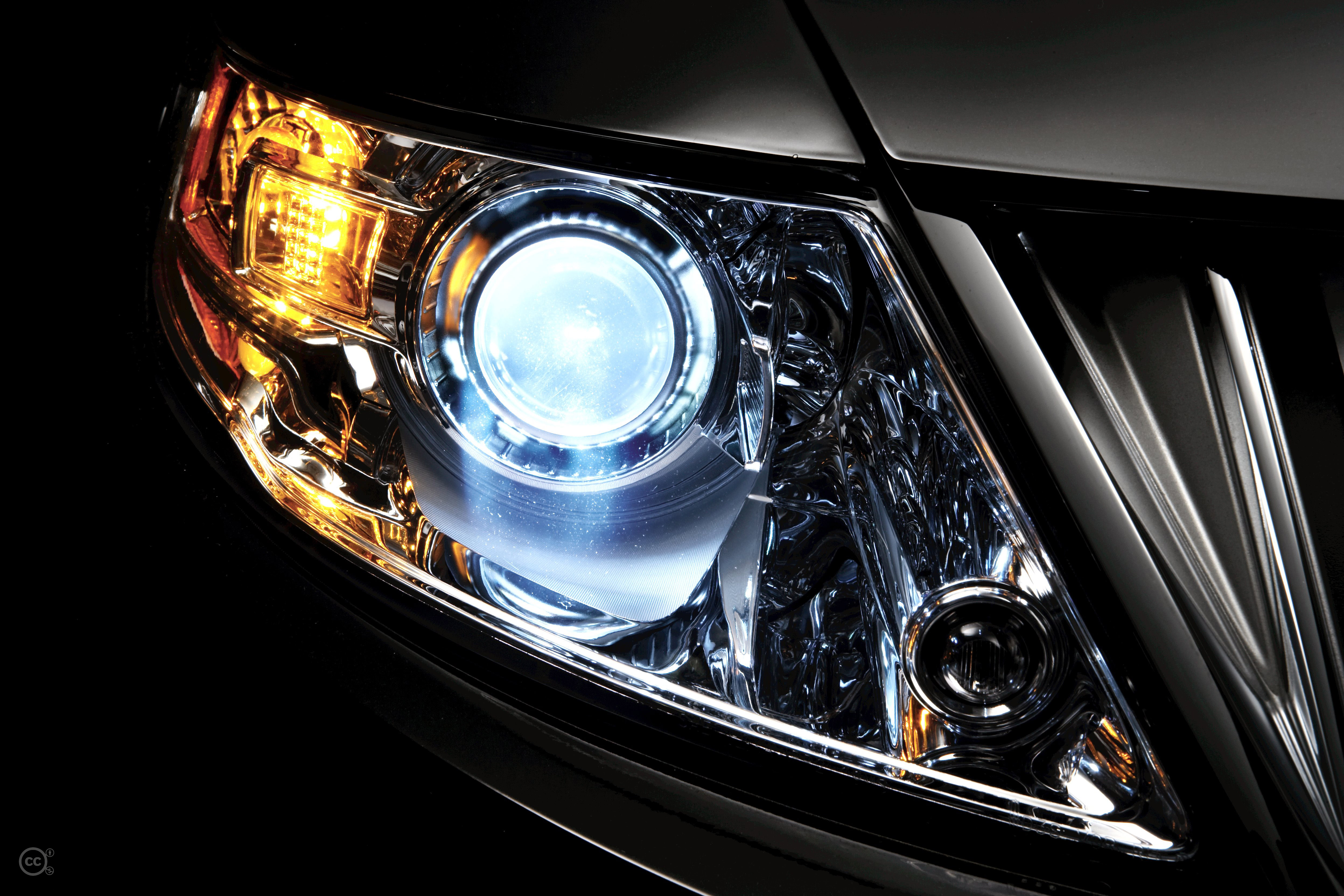
Faros de xenón de proyección de luz de baja iluminación en un Lincoln MKS.

#### Tubos de neón

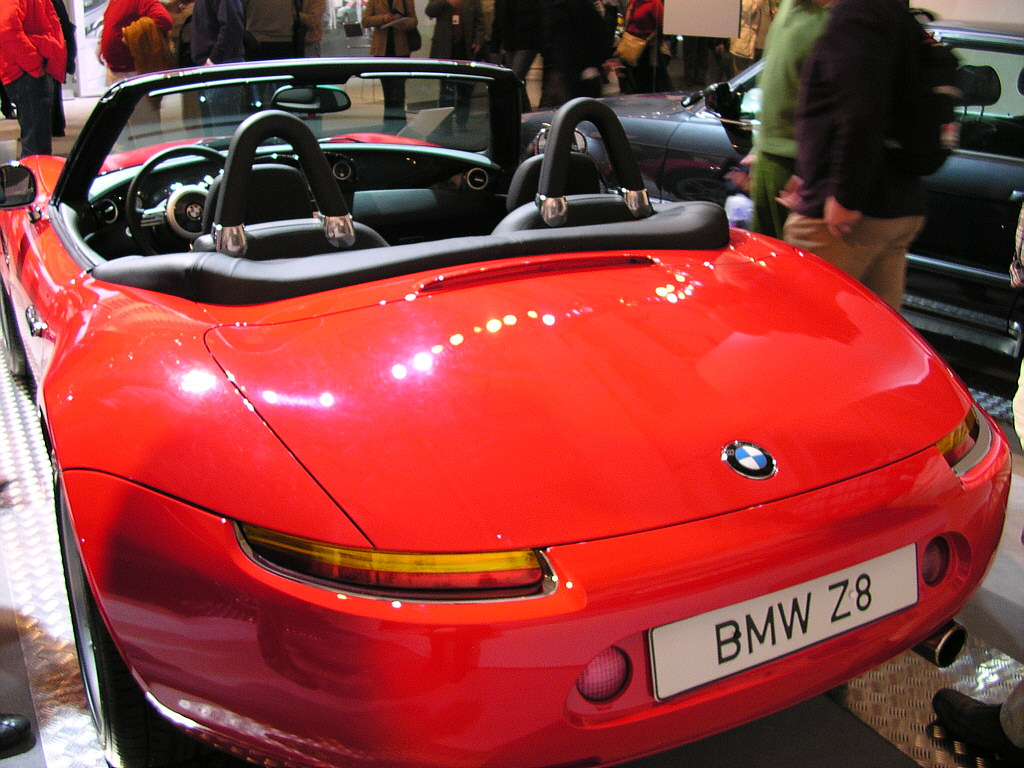
Luces de neón en los faros traseros de un BMW Z8.

#### Diodos emisores de luz (led)

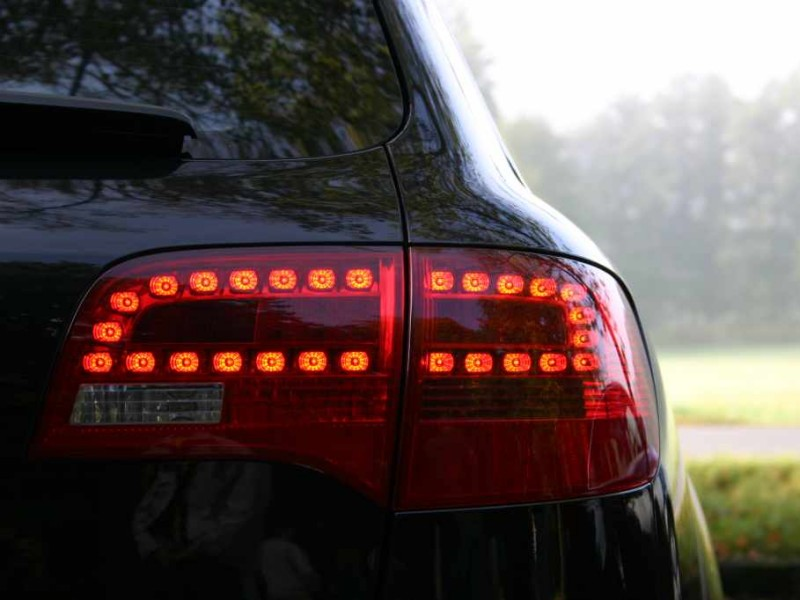
Audi A6 Avant con faros posteriores equipados con ledes.

## Construcción y tecnología

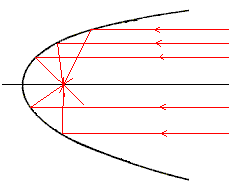
Fuente de luz localizada en un reflector parabólico para conseguir un haz de luz dirigido.